# Turová (powiat Zwoleń)
Turová – wieś (obec) na Słowacji położona w kraju bańskobystrzyckim, w powiecie Zwoleń. Pierwsze wzmianki o miejscowości pochodzą z 1424 roku.
Według danych z dnia 31 grudnia 2012 roku, wieś zamieszkiwało 397 osób, w tym 205 kobiet i 192 mężczyzn.
W 2001 roku rozkład populacji względem narodowości i przynależności etnicznej wyglądał następująco:
- Słowacy – 99,16%
- Czesi – 0,28%
- Romowie – 0,56%

Ze względu na wyznawaną religię struktura mieszkańców kształtowała się w 2001 roku następująco:
- Katolicy rzymscy – 79,49%
- Ewangelicy – 6,18%
- Ateiści – 9,55%
- Nie podano – 4,78%